# Buggenhout
Buggenhout belga város, amely Flandria  régióban, Kelet-Flandria tartományban található. A városhoz tartozik még Opdorp település, lakossága közel 13 500 fő. A város egyik nevezetessége a közelében található erdő (Buggenhout-bos), amely Kelet-Flandria tartomány legnagyobb, állami tulajdonban lévő erdős területe, amely Flandria földrajzi középpontjában, illetve három szomszédos tartomány, Kelet-Flandria, Antwerpen és Flamand-Brabant határának találkozásánál található.

## Történelme
A város a Karoling-dinasztia kialakulása után (7-8 sz.) egészen a 11. sz-ig a Pagus Bracbatensis, vagyis a brabanti grófság része volt. A 11. sz.-tól ebből alakult ki a Brabanti Hercegség és egészen a 18 sz. végéig Buggenhout a hercegség egyik határtartománya volt. A késő középkorban a szomszédos Flamand Grófsággal együtt egy különleges határbizottság irányította a település vidékét.
A francia forradalmi hadsereg 1795-ben elfoglalta a várost és 1796-ban az újonnan kialakított Schelde tartományba olvasztották. Napóleon 1815-ös vereségét követően megalakult Kelet-Flandria tartománya, amelynek Buggerhout azóta is része.
Közigazgatásilag a városhoz tartoznak még a környező települések közül Opdorp és Opstal.

## Érdekességek
- Buggerhout városa Flandria abszolút földrajzi középpontjában helyezkedik el. Még pontosabban: Theodore Van Der Waeteren professzor és diákjai a Leuveni Katolikus Egyetemről kiszámították, hogy a földrajzi középpont egészen pontosan Opdorp falu külterületéhez közel található.[2]
- Szintén Opdorp közelében található a hármashatár-pont, ahol három belga tartomány, Kelet-Flandria, Antwerpen és Flamand-Brabant találkozik.
- Talán földrajzi helyzete miatt is, de 2004-ben egy televíziós műsorban ("Het Rob-Rapport", műsorvezető: Rob Vanoudenhoven) megállapították, hogy Buggerhout minden szempontból a legátlagosabb flamand város. Bármilyen statisztikai adatot néztek, mint például férfiak-nők aránya, egy főre eső kávézók száma stb. Buggerhout mindenhol a statisztikai átlag közelében helyezkedett el.
- A város minden évben megrendezi a "Buggenhout Beukt" fesztivált – 2008-ban augusztus 22-23 között kerül sor erre.[3]
- A Buggenhout területén található templomok a lebbekei esperességhez tartoznak
- A városban két sörfőzde található, a "Bosteels" (legismertebb sörei a "Tripel Karmeliet", a "Deus" és a "Kwak"), valamint a "De Landtsheer" (ismert söre a "Malheur")

## A buggenhouti erdő

### Történelme
A város közelében található Flandria egyik legnagyobb megmaradt erdeje, a Buggenhoutbos. Az erdő a valamikor egész Belgium területét beborító erdőségek maradványa. Az erdő egyik legkorábbi említése a 12. sz.-ből származik "Buckenholt" néven, amikor Aarschot bárója minden vagyonát, közte az erdőt is, az affligemi apátságnak adományozta, miután fia belépett a szerzetesek közé. Az erdő neve feltehetően szász eredetű: Boka (= bükk) és holt (fa, erdő), vagyis feltehetően az erdő faállományát alkotó, nagyszámú bükkről nevezték el.
A valamikor több ezer hektáros területet elfoglaló erdőből a középkor vége felé már csak 470 ha maradt, mert az affligemi szerzetesek módszeresen irtották az erdőt, hogy mezőgazdasági tevékenységet folytassanak. 1887-ben már csak 400 hektár maradt meg, majd az első világháború során a német hadsereg a maradék felét is kipusztította. amikor 1936-ban a belga állam megvásárolta az erdőt, már csak kb. 140 hektár maradt meg. Az erdőtelepítési programnak köszönhetően ma már 171 hektárt foglal el, ebből 151 hektár állami és 20 hektár magántulajdonban van.

### Az erdő élővilága
Buggenhoutbos fái túlnyomórészt lombhullatók, a faállomány kb. 55%-a tölgy, kb. 40%-a bükk, ezen felül nyír, juhar, nyárfa és néhány tűlevelű is megtalálható itt. Az erdőben számos kisebb tó található, amit a helyi források táplálnak. A tavakban és környékükön megtalálható a Flandriában feljegyzett összes szalamandrafélék, mint például a pettyes gőte (Lissotriton vulgaris), az alpesi szalamandra (Salamandra atra), valamint a foltos szalamandra (Salamandra salamandra).
Természeti kincsei miatt az erdő Flandria egyik kedvelt kirándulóhelye, szép napokon akár látogatók ezrei is sétálhatnak, kikapcsolódhatnak az erdőben.

## Erdei kápolna – a Boskapel
A Boskapel, azaz erdei kápolna a buggenhouti erdőben található, barokk stílusú, több mint 500 éves kápolna. 2002-ben a kápolna műemléki védettséget kapott.

### Története

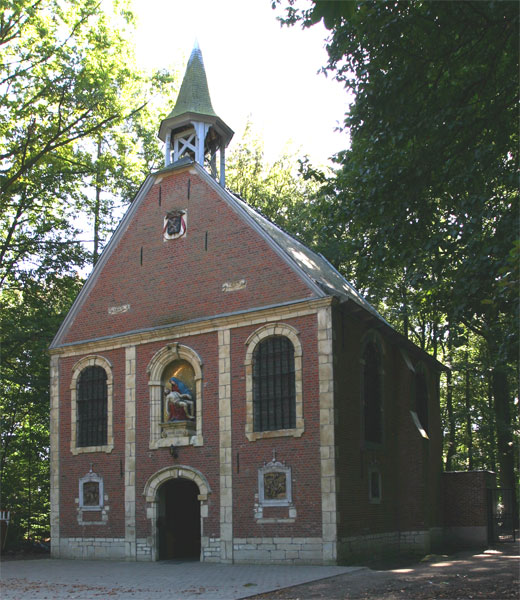
A Buggenhoutse kápolna épülete

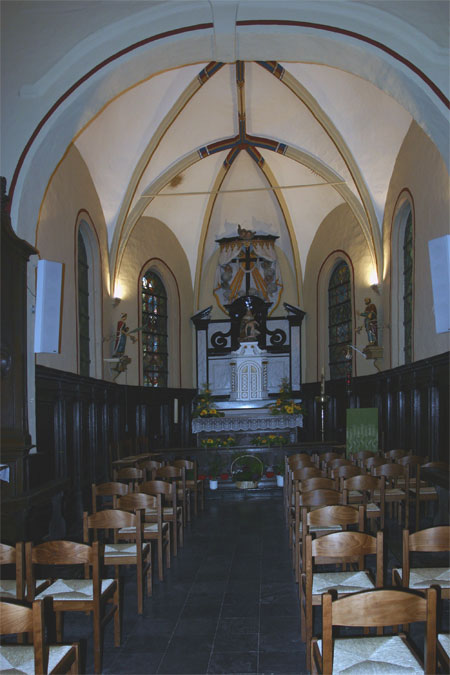
A barokk belső tér

A kápolna felépítését Jacoba van Heffene rendelte meg, aki férje halála után magára maradt hatáves fiával. A kápolna belsejében található felirat szerint férjét, Jan de Rycke-t 1504 decemberében vadászatra invitálták az erdőbe. De Rycke kora egyik leghíresebb vadásza volt, aki bátor és félelmet nem ismerő, aki számos vaddisznóval és szarvassal végzett. December 4-én tehát megint kilovagoltak, a hajtók megindultak és egy szokatlanul nagy vaddisznót vertek fel, ami Jan de Rycke felé vette az irányt. Az felhúzta puskáját, megcélozta az állatot és lőtt, de a lövés célt tévesztett. A puska visszarúgása miatt elvesztette egyensúlyát és a földre került, ahol a vaddisznó végzett vele. A többi vadász csak ekkor tudott segítségére sietni, a vadat megölték, de Jan-on már nem tudtak segíteni és helyben meghalt.
A kápolnát 1504-ben építették azon a helyen, ahol Jan de Rycke meghalt, majd 1664 és 1677 között felújították és megnagyobbították. A felújítási munkák jelentősen elhúzódtak a környéket akkoriban sújtó háborúk miatt. A Bournonville család – Buggenhout akkori urai, a kápolna homlokzatát családi címerükkel díszítették, amely később a városi önkormányzat címere lett.
A kápolna bejárata fölött található a Onze-Lieve-Vrouw Nood Gods szobor, a kápolnát is Szűz Máriának dedikálták. A kápolna tornya 1764-ben népült, az épület külsejét hét terrakotta dombormű díszíti, a leuveni Frank van Passel alkotásai 1858-ből, amelyek Mária életének fontos eseményeit mutatják be.
A kápolna belseje a barokk stílus egyik szép példája, az 1680-ból származó főoltár mellett a mellékoltárokat Sint-Eligiusnak (1765) és Sint-Rochusnak (1768) dedikálták, ezeket Antoon van Brunswyck faragta. Fából készült gyóntatófülke és néhány festmény teszi teljessé az összhatást. Az orgona a genti Nicolaas Langlez munkája 1686-ból és eredetileg a városi templomban állt, csak 1770-ben helyezték át a kápolnába, miután Pieter van Peteghem felújította. 1957-ben ismét felújították. 1949-ben a kápolna lett a 15 belgiumi búcsújáróhely egyike és a rákövetkező évben az épületet felújították. Minden évben a húsvétot követő harmadik vasárnap tartanak ünnepélyes misét.

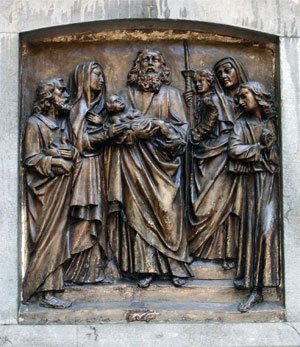
I
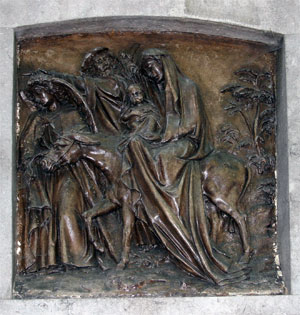
II
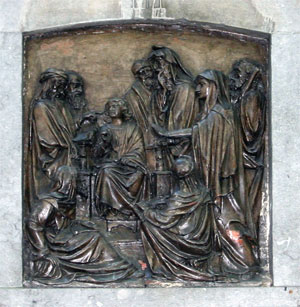
III
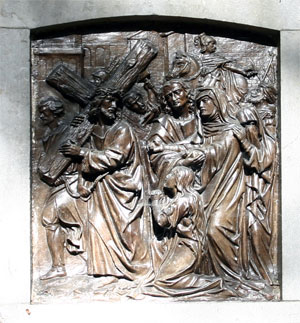
IV
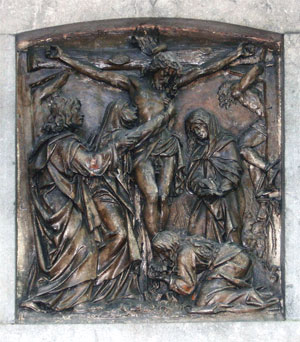
V
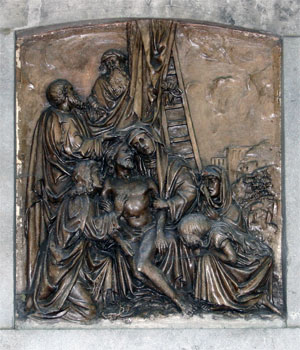
VI
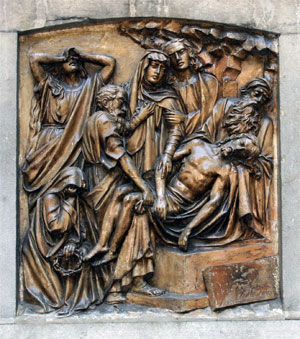
VII

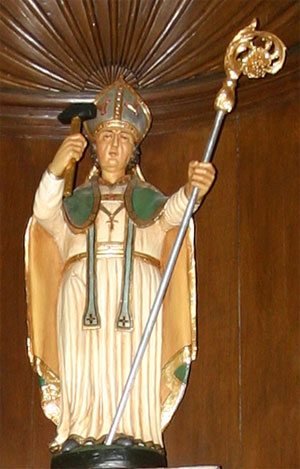
Sint-Eligius
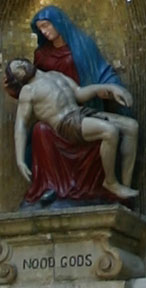
Onze-Lieve-Vrouw Nood Gods
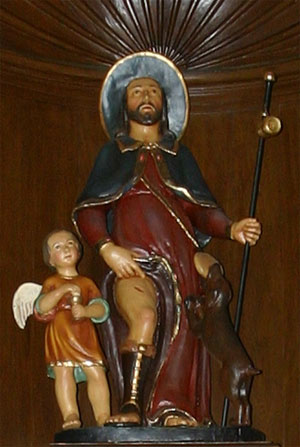
Sint Rochus